# Wang Jianan (Leichtathlet)
Wang Jianan (chinesisch 王 嘉男, Pinyin Wáng Jiānán; * 27. August 1996 in Shenyang) ist ein chinesischer Leichtathlet, der sich auf den Weitsprung spezialisiert hat und 2022 in Eugene Weltmeister wurde.

## Sportliche Laufbahn
Erste internationale Erfahrungen sammelte Wang Jianan bei den Asienmeisterschaften 2013 in Pune, bei denen er mit einem Sprung auf 7,95 m siegte und sich damit für die Weltmeisterschaften in Moskau qualifizierte, bei denen er mit 7,59 m in der Qualifikation ausschied. 2014 siegte er bei den Juniorenweltmeisterschaften in Eugene mit 8,08 m und 2015 gewann er bei den Weltmeisterschaften in Peking mit 8,18 m im Finale die Bronzemedaille hinter dem Briten Greg Rutherford und Fabrice Lapierre aus Australien. 2016 nahm er an den Hallenweltmeisterschaften in Portland teil und wurde dort mit 7,93 m Achter. Während der Freiluftsaison qualifizierte er sich für die Olympischen Spiele in Rio de Janeiro, bei denen er mit 8,17 m im Finale den fünften Platz belegte. 
2017 nahm er erneut an den Weltmeisterschaften in London und wurde dort mit 8,23 m im Finale Siebter. Im Juni des folgenden Jahres egalisierte er den chinesischen Rekord von 8,47 m, den er seitdem mit Li Jinzhe innehat. Ende August erfolgte die erstmalige Teilnahme an den Asienspielen in Jakarta, bei denen er mit neuem Spielerekord von 8,24 m die Goldmedaille gewann. Anschließend wurde er beim Leichtathletik-Continentalcup in Ostrava mit 7,95 m Fünfter. 2019 qualifizierte er sich für die Weltmeisterschaften in Doha, bei denen er mit 8,20 m im Finale auf den sechsten Platz gelangte, ehe er anschließend bei den Militärweltspielen in Wuhan mit einer Weite von 8,15 m die Goldmedaille gewann. 2021 nahm er an den Olympischen Sommerspielen in Tokio teil und verpasste dort mit 7,81 m den Finaleinzug.
2022 startete er bei den Weltmeisterschaften in Eugene und siegte dort überraschend mit einem Sprung auf 8,36 m im Finale. Im Jahr darauf belegte er bei den Weltmeisterschaften in Budapest mit 8,05 m im Finale den fünften Platz. Anschließend verteidigte er bei den Asienspielen in Hangzhou mit 8,22 m seinen Titel. 2024 belegte er bei den Hallenweltmeisterschaften in Glasgow mit 7,74 m den neunten Platz. Ende April wurde er bei der Diamond League Shanghai mit 8,04 m Zweiter und im August belegte er bei den Olympischen Sommerspielen in Paris mit 8,03 m im Finale den achten Platz.
In den Jahren 2012, 2020 und 2023 wurde Wang chinesischer Meister im Weitsprung.